# Mistrzostwa Świata w Strzelaniu do Rzutków 1933
Mistrzostwa Świata w Strzelaniu do Rzutków 1933 – drugie mistrzostwa świata w strzelaniu do rzutków; rozegrano je w  Wiedniu.
Rozegrano tylko dwie konkurencje: był to trap indywidualny oraz trap drużynowy. W obydwóch konkurencjach zwyciężyli Węgrzy, którzy tym samym triumfowali w klasyfikacji medalowej.

## Klasyfikacja medalowa
Gospodarze mistrzostw
| Pozycja | Kraj    | Złoto | Srebro | Brąz | Łącznie |
| ------- | ------- | ----- | ------ | ---- | ------- |
| 1       | Węgry   | 2     | 1      | 1    | 4       |
| 2       | Dania   | 0     | 1      | 0    | 1       |
| 3       | Austria | 0     | 0      | 1    | 1       |

## Wyniki
| Konkurencja          | Złoto                                                          | Wynik     | Srebro   | Wynik    | Brąz        | Wynik    |
| Trap (indywidualnie) | Sándor von Lumniczer                                           | 298 pkt.  | Pál Dóra | 295 pkt. | Sándor Dóra | 295 pkt. |
| Trap (drużynowo)     | Węgry Sándor von Lumniczer Pál Dóra Sándor Dóra András Montágh | 1178 pkt. | Dania    |          | Austria     |          |